# Vladimir Romanovski
Vladimir Zakharovitch Romanovski (en russe : Романовский, Владимир Захарович), né le 30 juin 1896 et décédé le 5 septembre 1967, est un général soviétique de la Seconde Guerre mondiale.

## Biographie
Il naît dans une famille paysanne du village de Veshalovka, dans la région de Lipetsk du gouvernorat de Tambov. Romanovski combat pour l'armée impériale russe pendant la Première Guerre mondiale et pour les bolcheviks lors de la guerre civile qui suivra et lors de la guerre contre la Pologne.
En 1935, il est diplômé de l'Académie militaire Frounze. En avril 1938, il devient commandant adjoint de la 2e armée distincte de l'ordre du Drapeau rouge en Extrême-Orient et participe à la bataille du lac Khassan en 1938. En juillet 1940, Romanovski est commandant de la 10e armée dans le district militaire Ouest et depuis mars 1941, commandant adjoint du district militaire de la Volga.
Au début de la Grande Guerre patriotique, Romanovski est commandant en chef du district militaire d'Arkhangelsk (en) jusqu'en mai 1942.
Puis il devient commandant de la 1re armée de choc du 23 mai 1942 au 18 décembre 1942), de la 2e armée de choc du 2 décembre 1942 au 23 décembre 1943, de la 42e armée du 14 au 24 mars 1944, de la  67e armée du 23 mars 1944 au 28 février 1945 et enfin la 19e armée du 6 mars 1945 au 9 juin 1945.
Après la guerre, il commande les troupes du district militaire de Voronej (en), de la 4e armée de la Garde, du district militaire du Caucase du Nord et du district militaire du Don.
De janvier 1952 à octobre 1957, il dirige les cours académiques supérieurs de l'académie militaire supérieure Vorochilov. En octobre 1957, il est chef de la faculté de formation des officiers de l'Académie militaire Frounze. Romanovski prend sa retraite en octobre 1959 pour des raisons de santé.
Il vécut à Moscou jusqu'à sa mort le 5 septembre 1967 et repose au cimetière de Novodievitchi.